# Carros
Carros (Occitaans: Carròs; Italiaans (verouderd): "'Carrosio") is een gemeente in het Franse departement Alpes-Maritimes (regio Provence-Alpes-Côte d'Azur). De plaats maakt deel uit van het arrondissement Grasse. Carros telde op 1 januari 2022 13.729 inwoners.

## Geografie
De oppervlakte van Carros bedroeg op 1 januari 2022 15,11 vierkante kilometer; de bevolkingsdichtheid was toen 908,6 inwoners per km².
De onderstaande kaart toont de ligging van Carros met de belangrijkste infrastructuur en aangrenzende gemeenten.

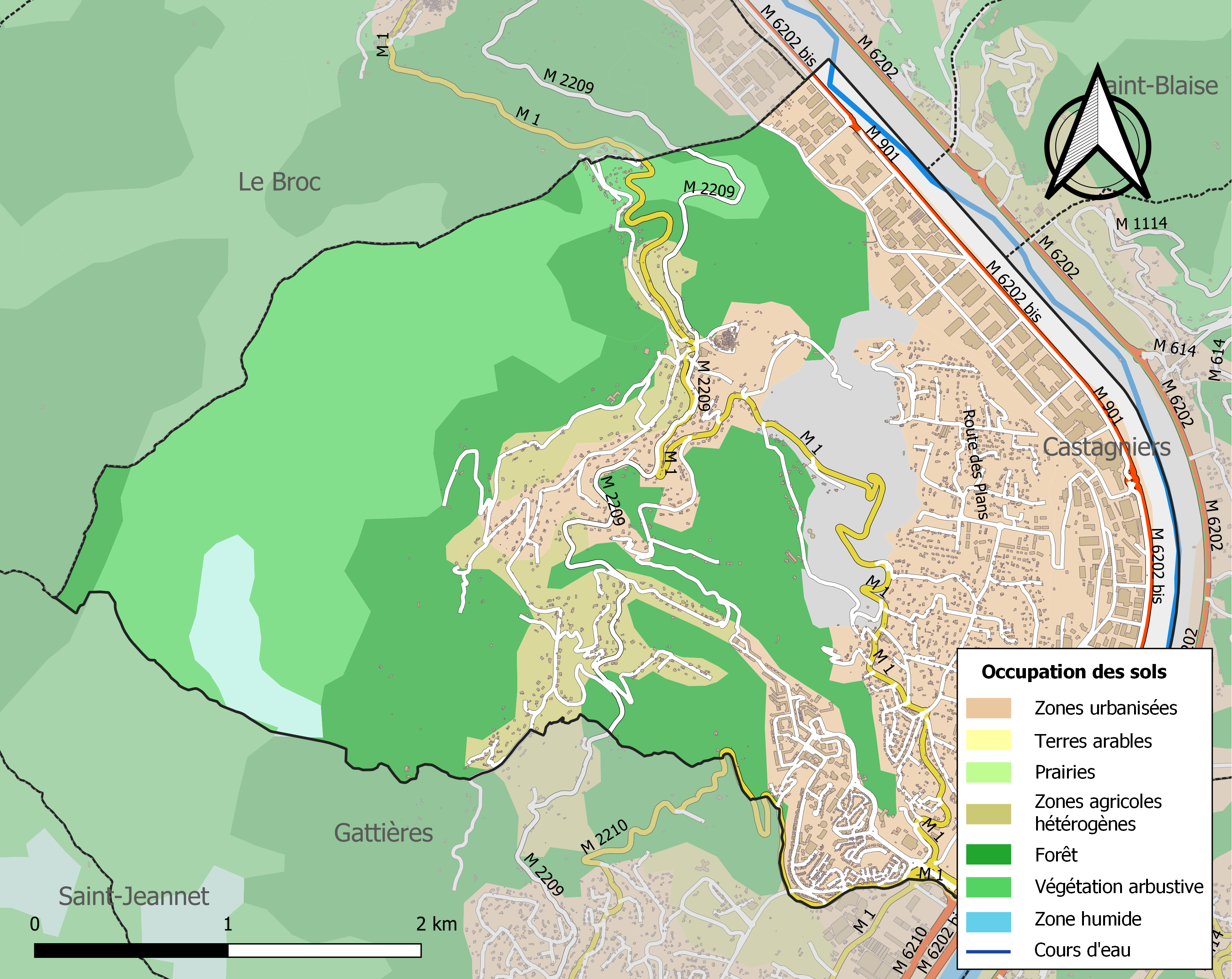

## Demografie
Onderstaande figuur toont het verloop van het inwonertal (bron: INSEE-tellingen).
Vanwege een beveiligingsprobleem met de MediaWiki Graph-software is het momenteel niet mogelijk deze grafiek weer te geven. Zodra de software is bijgewerkt zal de grafiek vanzelf weer zichtbaar worden.